# 劉馥
劉 馥（りゅう ふく ? - 208年）は、中国の後漢時代末期の政治家。字は元穎。豫州沛国相県の人。劉靖（字は文恭）の父。劉熙・劉弘（字は叔和・和季、晋の荊州刺史）の祖父。劉璠の曾祖父。『三国志』魏志「劉司馬梁張温賈伝」に伝がある。

## 事跡
戦乱を避け揚州に避難していたが、建安年間の初めに、袁術の部将である戚寄・秦翊を説き伏せ、軍勢を率いて共に曹操に帰順した。曹操は大いに喜び、劉馥を司徒掾とした。
建安5年（200年）、曹操が置いた揚州刺史の厳象が、孫策が置いた廬江太守の李術に殺害される事件が起きた。更に廬江で袁術残党の梅乾・雷緒・陳蘭らが数万の軍勢を集め、江・淮の間で郡県を破壊した。曹操は袁紹と対峙していたため、自ら討伐に向かえなかったが、劉馥なら東南の事を任せられるとし、厳象後任の揚州刺史として派遣した。劉馥は単身で空城の合肥に乗り込んで政庁を設置し、雷緒らを懐柔して帰服させた。
数年のうちに恩恵と教化が大いに行なわれ、民衆は劉馥の政治を慕い、流民が江山を越えてくるほどで、帰順者は万単位にのぼった。更に学校を立て、屯田・灌漑事業を推進し、官吏も民衆も蓄えを得た。
建安13年（208年）、劉馥は死去した。劉馥が築いた堤防や蓄積した物資は、孫権の合肥攻撃の際に、これを撃退する上で大いに貢献した。揚州の人々は、ますます劉馥を追慕したという。
劉馥の死後、雷緒らは曹操に反逆したが、夏侯淵・張遼・于禁・張郃・臧覇らに討伐された。
劉馥の子の劉靖は、高官を歴任して仮節・鎮北将軍・都督河北諸軍事に至り、死去すると征北将軍・建成郷侯を追贈され、景侯と諡された。子の劉熙が後を継いだ。

## 物語中の劉馥
小説『三国志演義』では、揚州刺史としての功績が言及されている。しかし赤壁の戦いに従軍した際に、曹操の詩を不吉と批判したため、酔っていた曹操の不興を買って殺害される。酔いから覚めた曹操は、自らの行為を泣きながら後悔し、三公の礼をもって手厚く葬るよう、子の劉熙に劉馥の遺体を引き渡している。
ただし劉熙は、史実では劉靖の子、すなわち劉馥の孫にあたる人物であり、これは『演義』作者の脚色上の誤りと思われる。